# Paramorphochelus bidentulus
Paramorphochelus bidentulus är en skalbaggsart som beskrevs av Leon Fairmaire 1901. Paramorphochelus bidentulus ingår i släktet Paramorphochelus och familjen Melolonthidae. Inga underarter finns listade i Catalogue of Life.